# Hadena salmonea
Hadena salmonea là một loài bướm đêm trong họ Noctuidae.